# Mühle (Oberwindach)

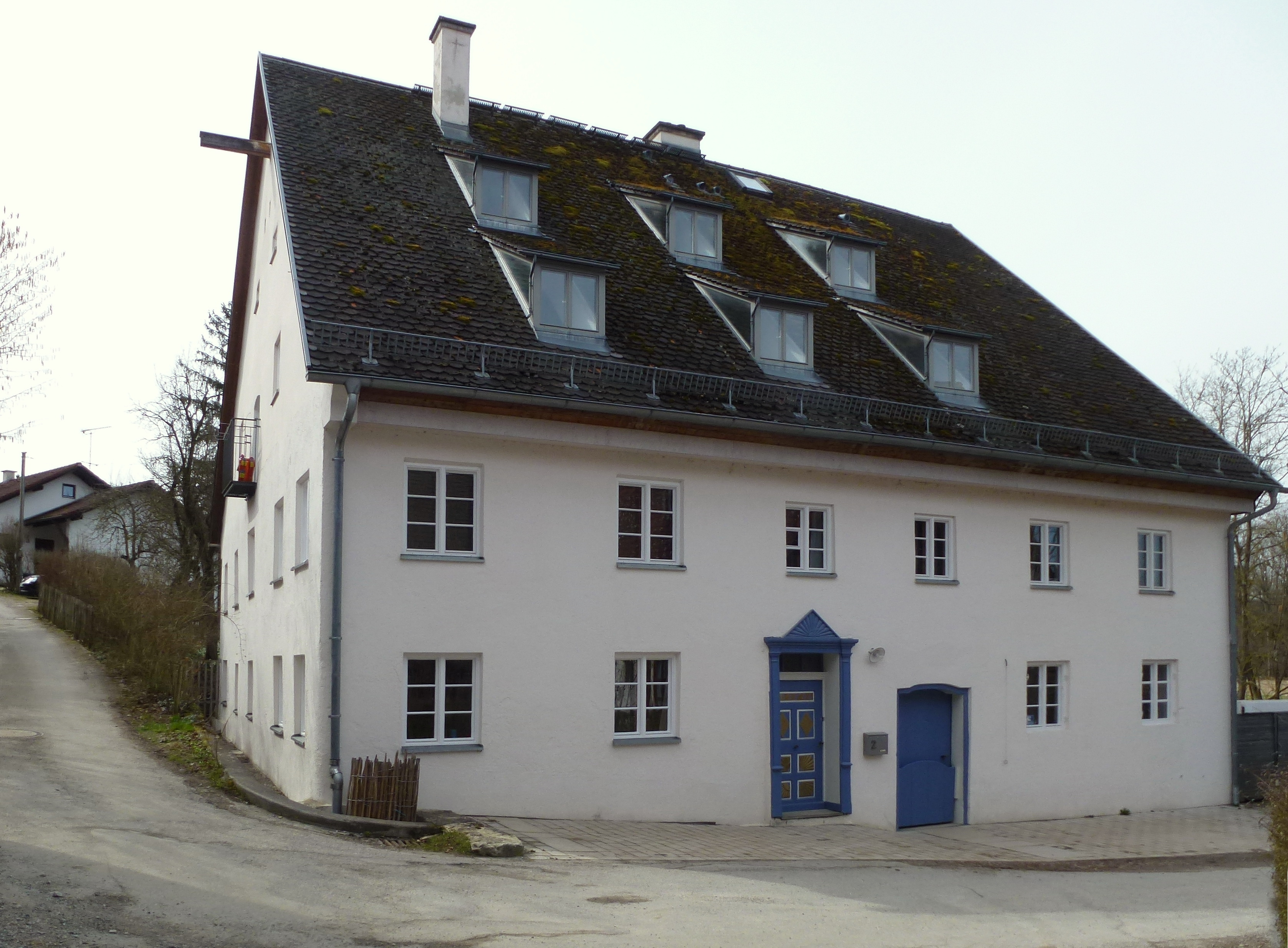
Ehemalige Mühle in Oberwindach

Die Mühle in Oberwindach, heute ein Teil der Gemeinde Windach im oberbayerischen Landkreis Landsberg am Lech, wurde im Kern in der ersten Hälfte des 18. Jahrhunderts errichtet. Die ehemalige Mühle an der Mühlbachstraße 2 ist ein geschütztes Baudenkmal.
Die Mühle, die erstmals 1599 erwähnt wird, steht auf einem schmalen Uferstreifen zwischen dem Oberen Mühlbach und einer künstlich angelegten Abzweigung der Windach. Der zweigeschossige Steilsatteldachbau besitzt eine geschnitzte Haustür, die mit der Jahreszahl 1841 und den Initialen „G W“ (= Georg Wöll) bezeichnet ist. Im östlichen Giebel ist noch eine stichbogige Ladeluke mit Kranbalken erhalten.
Von 1995 bis 2001 wurde das Gebäude umfassend instand gesetzt, wobei in der Dachfläche und am Westgiebel zusätzliche Fenster geschaffen wurden. Im Inneren haben sich Teile der historischen Getreidemühlenausstattung erhalten.